# Margaret de Lincoln
Margaret de Lincoln (c. 1206–març de 1266) va ser una rica noble anglesa, segona comtessa de Lincoln. Va heretar el comtat de Lincoln per drets propis i honors de Bolingbroke de part de la seva mare Hawise de Chester; va rebre una part de les propietats del seu primer marit, i va adquirir una tercera part de l'extens comtat de Pembroke després de la mort del seu segon marit, Walter Mariscal, cinquè comte de Pembroke. El seu primer marit va ser John de Lacy, segon comte de Lincoln, amb qui va tenir dos nens. Hi ha qui ha considerat Margaret "una de les dues més grans dones que va tenir el segle xiii".